# Met de vlam in de pijp
Met de vlam in de pijp is een nummer van de Nederlandse zanger Henk Wijngaard. Het is afkomstig van het debuut studioalbum Zingende wielen uit 1978 en werd op 6 mei dat jaar als eerste single uitgebracht in Nederland en België (Vlaanderen).

## Achtergrond
Met de vlam in de pijp is geschreven door Henk Wijngaard en geproduceerd door Fred Limpens. Het is een Nederlandstalig nummer dat gaat over het leven van een trucker. Met de vlam in de pijp is een uitdrukking wat met volle overgave betekent. Deze uitdrukking was voor het lied van Wijngaard al bekend onder vrachtwagenchauffeurs, maar is door het lied een algemener begrip geworden. Het nummer was voor Wijngaard zijn grote doorbraak en hij heeft het later omschreven als "zijn lot uit de loterij". In 2021 kwam een boek over het levensverhaal van Wijngaard uit met dezelfde titel als het lied.

## Hitnoteringen
De single had zowel in Nederland als in België successen. 
In Nederland was de plaat op vrijdagavond 28 april 1978 Veronica Alarmschijf in haar destijds 1 uur zendtijd (19.00 - 20.00 uur) op Hilversum 3 en werd een hit in de destijds drie landelijke hitlijsten op de nationale publieke popzender. De plaat piekte op de 5e positie in zowel de Nationale Hitparade als de op 1 juni 1978 gestarte TROS Top 50 en stond in totaal veertien weken genoteerd in beide hitlijsten. De plaat stond één week minder in de Nederlandse Top 40 en  kwam daar tot de 6e positie. In de Europese hitlijst op Hilversum 3, de TROS Europarade, werd de 15e positie behaald.
In België bereikte de plaat de 9e positie in de voorloper van de Vlaamse Ultratop 50 en de 11e in de Vlaamse Radio 2 Top 30. In Wallonië was er géén notering.
In de sinds december 1999 jaarlijks uitgezonden NPO Radio 2 Top 2000 van de Nederlandse publieke radiozender NPO Radio 2 stond de plaat tot nu toe in 2006, 2007 en in 2023 en 2024 in de lijst der lijsten genoteerd, met als hoogste notering een 1657e positie in 2007. 

### NPO Radio 2 Top 2000
| Nummer met noteringen in de NPO Radio 2 Top 2000 | '06  | '07  | '08-'22 | '23  | '24  |
| ------------------------------------------------ | ---- | ---- | ------- | ---- | ---- |
| Met de vlam in de pijp                           | 1804 | 1657 | -       | 1984 | 1974 |

1. ↑  Een '-' betekent dat het nummer niet was genoteerd en een vetgedrukt getal geeft de hoogste notering aan.
2. ↑  2006 was het eerste jaar met een notering voor dit nummer.

## Covers en andere versies
Van het nummer zijn enkele andere versies bekend. In 2020 schreef Wijngaard een speciale corona versie en in 2021 werd het nummer geremixt door De Doelleazen. Daarnaast maakte Wijngaard nog twee andere versies; de eerste uit 2013 had de titel Komt er rook uit de pijp, welke ging over de abdicatie van paus Benedictus XVI en in 2021 bracht hij Met de vlam in de pijp (ode aan Max) uit, om Max Verstappen aan te moedigen voor de laatste rit van het wereldkampioenschap in de Formule 1 van 2021. Vanaf 2020 is Wijngaard met het nummer te horen in een radio-en televisiereclamespot voor De Lotto.